# كلم خواران
كلم‌ خواران هي قرية في مقاطعة أصفهان، إيران. عدد سكان هذه القرية هو 697 في سنة 2006.